# Митридат II (царь Парфии)
Митридат II Великий — царь Парфии, правил приблизительно в 124/123 — 88/87 годах до н. э. Из династии Аршакидов. Юстин утверждает, что Митридат II был сыном Артабана II. Прозвище Великого Митридат II получил ещё при жизни. На долю Митридата II выпало трудное дело восстановления Парфянской державы.

## Имя
Митридат (греч. Mιθριδάτης) — это греческое произношение иранского имени Михрдат, означающего «данный Митрой». Само название происходит от древнеиранского Miθra-dāta-. Митра — солнечное божество в зороастрийских источниках, где он играет роль покровителя хварены, то есть царской славы.

## Правление

### Тяжёлое положение Парфянского царства
Митридат II унаследовал от своего отца государство, находившееся в состоянии полной анархии. На востоке саки захватили ряд иранских областей и расселились в них. На западе от Аршакидов отпали Элимаида и Персида. В нижнем Двуречье образовалось независимое царство Харакена, просуществовавшее до эпохи Сасанидов, и владевшее одно время даже Вавилоном. Гимер, наместник Аршакидов в Междуречье, носил титул царя, и трудно сказать в какой степени зависимости он находился (и находился ли вообще) по отношению к парфянскому царю. На северо-западе парфян начал теснить армянский царь Артавазд I.

### Взаимоотношения с саками на востоке страны
Митридат II прежде всего заключил мир с саками, согласившись ради этого даже выплачивать им дань. Для успешной борьбы с мобильными отрядами кочевников он организовал конное ополчение. Вместо тяжёлой пехоты основным ядром парфянской армии стали с этого времени отряды тяжеловооружённых, одетых в доспехи всадников. Проведя военную реформу, Митридат через несколько лет возобновил войну с саками. Путём немалых усилий парфянам удалось отклонить основную ось движения саков на юг, в результате чего они стали оседать в древней Дрангиане, вокруг озера Хамун и дальше на восток — в Арахосии. Эта территория с тех пор стала называться по их имени Сакастаном, ныне Систан. Вскоре там образовались самостоятельные царства, распространившие свою власть на юго-восточные районы Ирана и северо-западные районы Индии.
Таким образом, в конце II века до н. э. парфяне добились укрепления своих границ на востоке, сумели оттеснить саков и даже в какой-то мере поставили их в зависимость от себя. Исследовалели полагают, что это не было покорением саков, а скорее взаимно выгодным компромиссом и интеграцией сакских племён в структуру Парфянского государства. В дальнейшем вожди саков занимали при парфянском дворе очень высокое положение. Только им, к примеру, принадлежало право возлагать диадему на голову вновь избранного царя. Как далеко на восток простирались владения Митридата II, сказать трудно. Существует мнение[чьё?], основанное на данных китайских источников, что около 115 года до н. э. парфяне захватили Мервский оазис и с тех пор прочно его удерживали в течение многих лет. В этом случае границей парфянских владений следует считать Амударью. Существует серия монет-медалей с названиями восточноиранских областей — Маргианы, Траксианы и Ареи — и надписью «ΚΑΤΑΣΤΡΑΤΕΙΑ» (то есть «в походе»), которая, как полагают, должна была увековечить победы парфян над их восточными соседями. Юстин утверждает, что Митридат II включил в состав империи многие народы: «Весьма доблестно вёл он много войн с соседями и присоединил к Парфянскому царству множество народов. Несколько раз вёл он и со скифами удачные войны и явился мстителем за обиды, [причинённые] его предкам». Возможно, что завоевания в Бактрии, которая, согласно Страбону, была отобрана у скифов, также следует отнести к эпохе его правления.

### Действия парфян в Месопотамии
Первоочередными задачами Митридата на западе были покорение Вавилонии и победа над правителем Харакены. Бронзовые монеты Гиспаосина датированные 121/120 годом до н. э. с вычеканенными титулами и портретом Митридата служат доказательством того, что он достиг своих целей и царь Харакены признал вассальную зависимость от Парфянского царства. С тех пор ничего не слышно и о «тиране Вавилона и Селевкии» Гимере. Видимо, он погиб в борьбе с царём Харакены Гиспаосином или был смещён Митридатом II.

### Борьба с Арменией и Селевкидами
Следующий удар парфян был направлен на Армению, занимавшую исключительно важное стратегическое положение в Передней Азии. Артавазд Армянский потерпел несколько поражений, и в результате царевич Тигран (сын или, что более вероятно, племянник Артавазда) в течение нескольких лет был заложником у парфян. Около 94 года до н. э. Митридату II удалось посадить на престол в Великой Армении Тиграна II и тем самым на некоторое время усилить своё влияние в части Малой Азии и Закавказье. За своё содействие в возведении Тиграна II на престол парфянский царь получил в награду «70 долин в Армении». С этого времени Армении была отведена важная роль в парфянской истории. В конечном итоге её правящим родом стала ветвь царской династии Аршакидов, а её территория превратилась в объект долгой и ожесточенной борьбы между Римом и Парфией. Митридат Парфянский взял в жены Ариазату по прозвищу Автома — дочь великого армянского царя Тиграна. Это становится известно из авроманского пергамента датированного 225 годом неустановленной эры, которую следует считать селевкидской, что дает эту дату как 88/87 годом до н. э. (если бы это была аршакидская эра, то дата соответствовала бы 23 году до н. э.). В этом документе царь Парфии поместил в своей титулатуре армянскую жену между двумя сестрами-женами Сиаке и Азате.
Затем Митридат, обеспечив таким образом северный фланг евфратской линии, продолжил продвижение в центре, где ему противостояло царство Селевкидов, сократившееся к тому времени до пределов одной только Северной Сирии. Парфяне стали вмешиваться в дела Селевкидов, поддерживая то того, то другого претендента на престол. Известно о его военных действиях против некой Лаодики, по-видимому, сестры селевкидского царя Антиоха VIII Грипа, правившей в Коммагене или другой области в верхнем течении Евфрата. Лаодика призвала на помощь Селевкида Антиоха X Эвсеба, но тот погиб в борьбе с парфянами. В 88 году до н. э. в плену у парфян оказался ещё один Селевкид — правитель Дамаска Деметрий III Эвкер. Западной границей парфянских владений стал Евфрат. Кое-где парфяне вышли даже в Парапотамию, то есть область к западу от Евфрата. Сам Митридат уже не участвовал в этих войнах — переехав на восток своей державы, он назначил правителем её западных областей некоего Готарза (возможно, своего сына).

### Взаимоотношения с Римом
Выход парфян на Евфрат серьёзно обеспокоил римлян, которые к тому времени начали своё продвижение на Восток и вели упорную борьбу с Митридатом Понтийским. В 92 году до н. э. Сулла, который должен был восстановить на престоле Каппадокии римского ставленника Ариобарзана, изгнанного армянским царём Тиграном, начал переговоры с парфянами. Неясно пришли ли стороны к какому-нибудь соглашению, известно только, что парфянский посол Оробаз был впоследствии казнён за то, что не сумел дать отпор вызывающему поведению Суллы во время переговоров. Это было знакомство парфян с римлянами и их политическими методами на Востоке. Этот первый опыт содействовал началу конфликта Митридата II и его преемников со своим западным соседом и тестем Тиграном Армянским. При этом парфяне ещё не понимали всей опасности, грозившей им со стороны Рима.

### Развитие торговли
Усилившееся политическое влияние Парфии в период правления Митридата II было обусловлено в значительной степени богатством, которое стекалось в её сокровищницы в виде доходов от развития сухопутной торговли. Парфянский царь распространил свой контроль на Великий Шёлковый Путь, начиная от границы с Римом до пункта, где торговля находилась в руках китайских купцов, что оказалось мощным стимулом к деловой активности. Ханьский император У-ди, также заинтересованный в развитии торговли, направил китайское посольство в парфянскую столицу. Члены посольства были встречены с великим почётом, и, когда они возвращались, их сопровождала парфянская делегация, которая везла с собой страусиные яйца и фокусников.
Примерно к этому же времени купцу по имени Гиппал довелось сделать открытие и использовать муссоны в целях навигации в Индийском океане. Однако, видимо, эти знания не использовались в полном объёме до более позднего времени, примерно до середины I века н. э.

### Наследник Ахеменидов и друг эллинов
Митридат II более решительно, чем его предшественники, выступал как наследник и хранитель наследия Ахеменидов. Титул Ахеменидов «царь царей», принятый ещё Митридатом I, но редко используемый, при Митридате II стал обычным явлением. Новая титулатура использовалось как на монетах, так и на барельефах (засвидетельствовано по-гречески как BAΣIΛEΥΣ BAΣIΛEΩN), а также в вавилонских отчётах, где оно засвидетельствовано как šar šarrāni.
Митридат II поддерживал греческую культуру. На своих монетах он часто назван греческими титулами Эпифан (Явленный [Бог]) и Филэллин (Друг Греков). На далёком Делосе, в святилище Асклепия, найдено посвящение, датированное примерно 110 годом до н. э., которое упоминает «царя царей» Аршака Великого, и, судя по титулу, это Митридат II. В Вавилонии были обнаружены фрагменты других записей на греческом языке, относящиеся приблизительно к тому же самому периоду.
На горе Бехистун выбит скальный рельеф, изображающий царя и четырёх должностных лиц, обращённых к нему. Сопроводительная надпись на греческом языке гласит: «Кофасат, Митрат смотритель (?)……, Готарз сатрап сатрапов, (и) Великий Царь Митридат». В настоящее время рельеф находится в очень плохом состоянии (был сбит по приказу губернатора Сефевидов, пожелавшего разместить на этом месте свою собственную надпись) и представление о нём можно сделать только на основании старой зарисовки.

### Последние годы
В последние годы царствования Митридата II в Парфии происходили внутренние осложнения. В 91-90 г. д. н. э. Тигран II Великий начал успешную войну на востоке против парфянского царя Митридат II Великого, признанного одним из величайших царей в истории Парфии и всего Востока. Историки приходят к выводу, что вероятной причиной нападения Тиграна на Парфию могли стать переговоры, состоявшиеся в 92 г. д. н. э. между послами Митридата II Парфянского и римским полководцем Суллой, с которым армянский царь вел войну за Каппадокию. По результатам этих переговоров впервые были установлены отношения между римлянами и парфянами, несмотря на последующую казнь парфянского посла Оробаза, обвиненного своим царем в том, что не сумел дать отпор вызывающему поведению Суллы во время переговоров. До указанных римско-парфянских переговоров Тигран сохранял союзнические отношения со своим родственником Митридатом II Парфянским (последний был женат на дочери Тиграна, известной под именем Арьязат).           
На первом этапе интервенции Тигран отвоевал у парфян обратно 70 долин, уступленных им в качестве выкупа за своё освобождение. Также была взята область Ахбак в Атропатене. После 90 г. д. н. э. Тигран продолжает вторжение из Атропатены в глубь Парфии. Армянский царь совершил поход против Адиабены и подверг опустошению районы Ниневии и Арбелы. Покорив все эти области, он двинулся на юг и захватил летнюю резиденцию парфянских царей город Экбатаны. После завоеваний в Парфии армянский царь обретает титул "царя царей", ранее принадлежавшего Митридату II Парфянскому. 
Широко раскинувшаяся империя Митридата II заставила его делегировать дополнительные властные полномочия подчинённым ему наместникам, что предоставило им большие, чем когда-либо, возможности для самовозвышения. Сатрап сатрапов Готарз должно быть, к тому времени находился на пике своей карьеры, что в конечном счёте привело его к открытому выступлению против своего суверена. В 91 году до н. э. он захватил власть в западных провинциях Парфянского царства, где до этого он был наместником. Вероятно, он воспользовался тем, что Митридат эти годы провёл на востоке, где также было неспокойно.
Митридат II был ещё жив в 88/87 году до н. э., так как в этом году, по словам Иосифа Флавия, к нему на Восток был отправлен пленный Селевкид Деметрий III Эвкер, но после этого все сведения о Митридате II прекращаются, что и заставило исследователей считать 88/87 год до н. э. датой его смерти. Готарз I без титула царя царей, уступленного Тиграну II Армянскому, был провозглашён новым парфянским царём.